# Polimorfizam (mineralogija)
Polimorfija je sposobnost supstancije da kristalizira u više od jedne kristalne strukture. Npr. titanijev dioksid (TiO2) ima tri kristalne strukture: rutil, anatas i brukit. Ove tri strukture imaju isti kemijski sastav, ali različitu strukturu. Polimorfija se kod kemijskih elemenata naziva alotropija.
Polimorfi u mineralogiji podrazumijevaju minerale koji dijele istu kemijsku formulu, ali imaju različitu kristalnu strukturu. Iako im je kemijski sastav isti, svaka od tih polimorfnih supstancija kristalizira u drugoj kristalnoj klasi i pokazuje različita fizička, a djelomicno i kemijska svojstva. Uzrok toj pojavi je kristalizacija tvari u različitim genetskim uvjetima, različiti sastav i koncentracija otopine iz koje nastaju te različiti tlak i temperatura.
Najpoznatiji primjer polimorfa su dijamant i grafit: kemijske formule C, s tim da dijamant kristalizira u kubičnom kristalnom sustavu, a grafit u heksagonskom. 

## Povezani članak
- Kristalni sustavi